# Baie de l'Oiseau
La baie de l'Oiseau est située dans la péninsule Loranchet au nord-ouest de l'île de la Grande Terre des îles Kerguelen. Première terre abordée lors de la découverte de l'archipel par Yves de Kerguelen (1772) puis par James Cook (1776), elle abrite en son fond le premier site nommé de l'île : Port-Christmas, qui sert durant deux siècles de havre aux navires.

## Géographie
La baie est localisée à l'extrême nord des îles Kerguelen et s'ouvre en direction de l'Est entre le cap Français au nord et la pointe de l'Arche des Kerguelen qui la ferme au sud (et la sépare de la baie de la Dauphine). Elle s'étend sur 3,8 km de longueur et 2,1 km de largeur maximales. Elle est surplombée par le mont Havergal (552 mètres) et, du fait du relief l'environnant, constitue un havre de mouillage des navires bien abrité des vents et de la houle, utilisé principalement au XIXe siècle lors des campagnes de pêche à la baleine et de chasse au phoque.

## Histoire

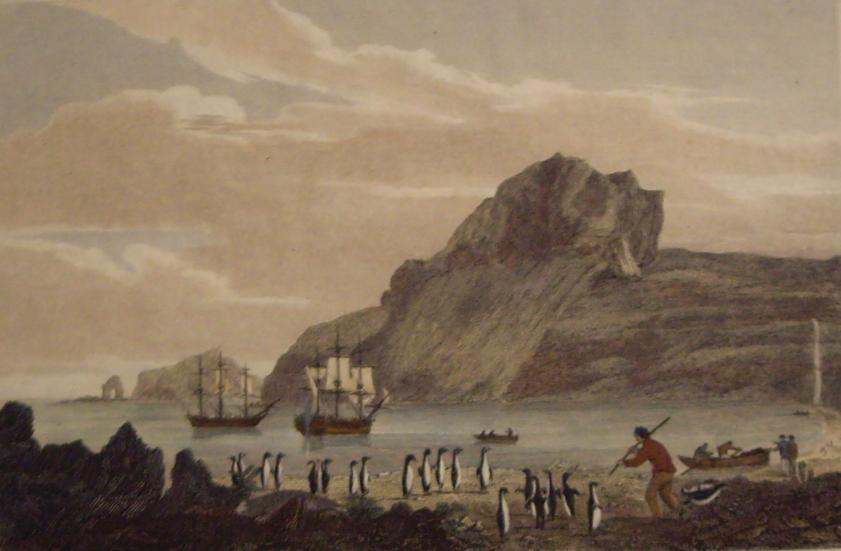
Accostage de James Cook dans la baie en 1776 (d'après une gravure de John Webber, 1784).

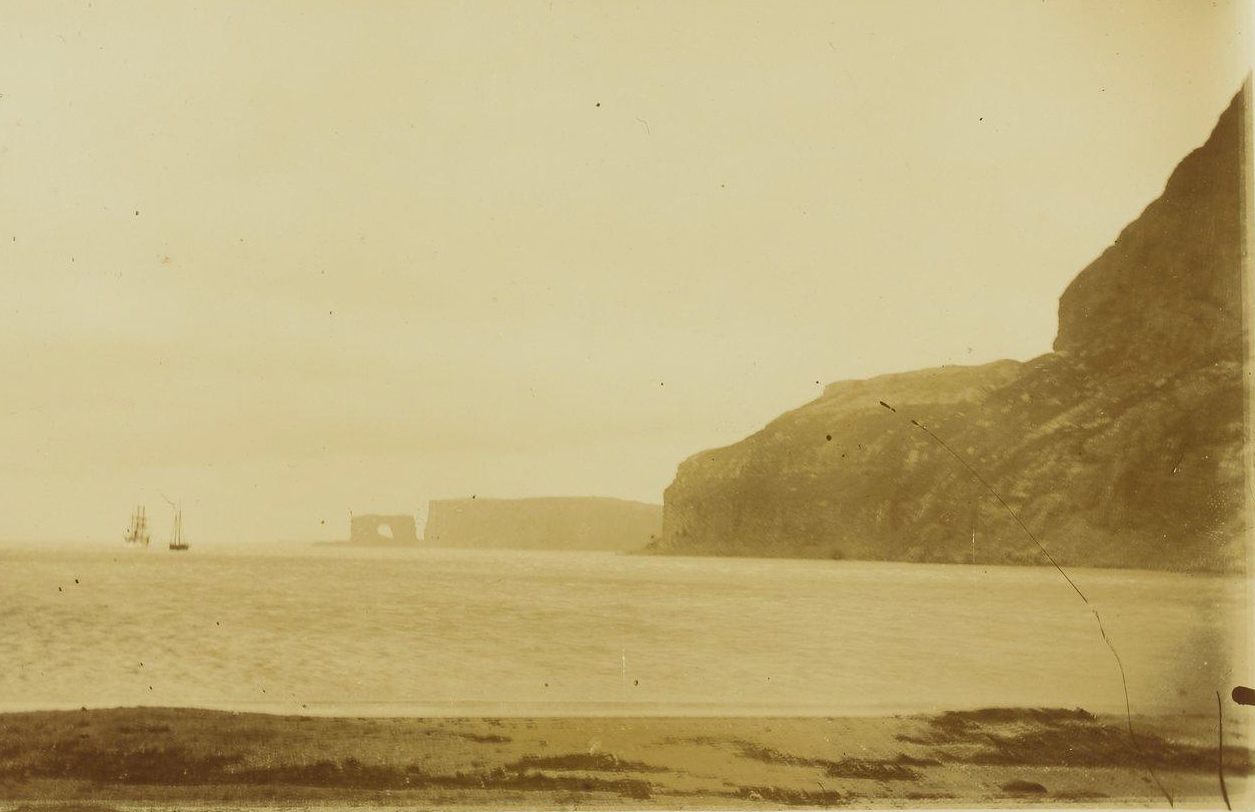
La baie de l'oiseau et l'arche des Kerguelen (dans le fond), lors de la prise de possession par l'aviso Eure le 2 janvier 1893.

Lors de son premier voyage en février 1772, Yves Joseph de Kerguelen de Trémarec aperçoit le site mais ne peut y débarquer, mouillant au sud dans la baie du Lion-Marin où il déclare l'appartenance de l'archipel au nom du roi de France.
Au second voyage, il aborde l'archipel en décembre 1773 et entre dans l'anse qu'il nomme baie de l'Oiseau, d'après le nom de sa frégate L'Oiseau commandée par Monsieur de Rosnovet. Il envoie, le 6 janvier 1774, son lieutenant Henri Pascal de Rochegude à terre au fond de la baie pour laisser un message de passage et de prise de possession dans une bouteille, action qui sera renouvelée de manière solennelle le 2 janvier 1893 par le commandant Lieutard de l'aviso Eure.

## Faune et flore
La flore est limitée à diverses mousses et lichens formant une toundra ainsi qu'à quelques joncs au site d'écoulement du déversoir du lac Rochegude. Il n'y a en revanche ni arbre, ni arbuste, ce qui avait justifié l'appellation d'« îles de la Désolation » par James Cook lors de son séjour en 1776. Cependant, son chirurgien de bord, William Anderson, avait noté dès cette date la présence du chou de Kerguelen sur le site de la baie, plante qui pouvait servir de précieuse source de vitamine C pour lutter contre le scorbut qui frappait les équipages après plusieurs mois de navigation. Lors de l'expédition Erebus et Terror menée en 1840 par James Clark Ross, le docteur McCormick trouve en explorant les contreforts du mont Havergal des troncs d'arbres fossilisés, apportant ainsi la preuve de la présence de forêts sur l'archipel à une ancienne période géologique,. Toutefois, l'archipel contemporain ne possède strictement aucun arbre, ni arbuste.
La baie accueille des colonies temporaires de manchots royaux et de divers oiseaux (pétrels, albatros) nichant sur les falaises qui closent l'anse, ainsi que des colonies d'otaries à crinière et des éléphants de mer australs qui accostent sur la grève au fond de la baie,,. Introduits volontairement en 1874 dans l'archipel, des lapins ont été observés dans les falaises de la baie à Port-Christmas. Des baleines franches australes ont aussi été observées aux abords de la baie ainsi que sur les côtes du nord-ouest de l'archipel.